# Rob van Bavel
Rob van Bavel (1966) is uitgever en oprichter van uitgeverij Don Lawrence Collection en tevens hoofdredacteur van het stripblad Eppo. Daarnaast schrijft hij scenario’s voor onder andere de reeksen Storm, Roodhaar en Haas en vertaalde hij de klassieke strips van Don Lawrence zoals Trigië en Karl the Viking naar het Nederlands. Naast zijn werkzaamheden voor de uitgeverij is hij vanaf 2011 voorzitter van Stichting Strips in Beeld, de organisatie achter Stripfestival Breda en het NK Striptekenen.

## Prijzen
In 2014 ontving Rob van Bavel de P. Hans Frankfurtherprijs voor de doorstart van het stripblad Eppo, dat sinds 2009 weer tweewekelijks verschijnt. Eerder ontving hij de Strippublieksprijs (2006), de Gouden Balloon (2001) en in 1988 de Stripschatprijs, een alternatief voor de Stripschapprijs - die slechts 2 keer is uitgereikt.
- Gemeinsame Normdatei: 134715071
- International Standard Name Identifier: 0000 0003 6895 4102
- Library of Congress Control Number: no2019086605
- Nederlandse Thesaurus van Auteursnamen: 074634755
- Virtual International Authority File: 311092940